# Anthemius van Rome
Procopius(?) Anthemius (circa 420 - 11 juli 472) was West-Romeins keizer van 12 april 467 tot 11 juli 472. Hij was de laatste keizer van het Westen, die nog probeerde zelfstandig als zodanig op te treden. Hij was getrouwd met Aelia Marcia Euphemia, de enige dochter van Oost-Romeins keizer Marcianus en de stiefdochter van Aelia Pulcheria.
Voordat Athemius keizer werd was hij generaal in het leger van het Oost-Romeinse Rijk. Nadat de troon twee jaar vacant geweest was, werd er een compromis gesloten tussen Paus Hilarius en de Oost-Romeinse keizer Leo I enerzijds en Ricimer anderzijds. Ricimer huwde met Alypia (de dochter van Anthemius) en Anthemius kreeg de keizerstroon.

## Relatie met de Oost-Romeinse keizer
De regering van Athemius ging hoopvol van start. Hij had de steun van Leo I en aanvankelijk ook van zijn schoonvader, die een aartsvijand was van de Vandaalse heerser Geiserik. Bovendien gaf een belangrijke tegenstander, generaal Marcellinus, zijn eerdere verzet tegen de regering in Italië op en legde een eed van trouw af aan de nieuwe keizer. Ondertussen erkende Leo Anthemius officieel als junior Augustus en gaf hij opdracht om het beeld van zijn collega bij het zijne te plaatsen op de gemeenschappelijke munt, om daarmee de heerschappij van de twee heersers over het  Romeinse rijk te documenteren.

## De campagne tegen Geiserik
In 468 organiseerden Leo, Anthemius en Marcellinus een grote operatie tegen het Vandalenrijk in Afrika. De opperbevelhebber van de operatie was Leo's zwager Basiliscus (die zeven jaar later Oosterse keizer zou worden). Een vloot bestaande uit meer dan duizend schepen werd verzameld om het gecombineerde Oost-West leger te vervoeren, en hoewel de meeste uitgaven werden betaald door het oostelijke rijk, droegen Anthemius en de westerse schatkist bij aan de kosten. De operatie liep echter uit op een groot fiasco, de vloot werd namelijk tegen de verhoudingen in, verslagen in de slag bij kaap Bon, waarbij Marcellinus in zijn kielzog door Romeinse handen (vermoedelijk door Ricimer) werd gedood.
Na dit debacle keerde Leo I zich af van Anthemius door apart vrede te sluiten met Geiserik. Anthemius die zijn bondgenoten was verloren, en van wie de keizerlijke schatkist bijna leeg was door de mislukte operatie, zag nu af van het terugveroveren van de provincie Afrika. In plaats daarvan richtte hij zijn aandacht nu op het andere grote probleem van zijn rijk, namelijk de handhaving van de controle over de resterende Romeinse westelijke provincies, die inmiddels het doelwit waren geworden van de Visigotische expansie.

## De oorlog tegen de Visigoten
In Gallië had de ambitieuze Visigotische koning Eurik zich na de nederlaag tegen de Vandalen onafhankelijk verklaard van het rijk. Zijn ambities gingen veel verder dan alleen de beheersing van het Visigotische vestigingsgebied in Aquitanië. Eurik had zijn zinnen gezet op alle nog resterende Romeinse provincies in Spanje en Gallië.
In 470 rekruteerde Anthemius Britten die zich in Bretagne gevestigd hadden om gezamenlijk tegen Eurik op te trekken. De Britten, onder leiding van hun aanvoerder Riothamus, waren aanvankelijk succesvol en veroverden de stad Bourges. Toen ze echter dieper  het Visigotische grondgebied waren binnendrongen en Déols probeerden te veroveren, kwamen ze in de problemen en werden ze verslagen door een Visigotisch leger. Riothamus vluchtte naar de Bourgondiërs, die nog steeds Romeinse bondgenoten waren.
Ondertussen was in het zuiden een Romeins leger onder leiding van Anthemius’ eigen zoon, Anthemiolus tegen de Visigoten opgetrokken. Dit leger vertrok van Arelate en stak de rivier de Rhône over, maar liep in hun hinderlaag van Eurik, die het de Romeinse leger versloeg. Eurik trok daarna het Romeins gebied binnen om te plunderden.

## Ondergang
Terwijl Afrika verloren ging en de controle over de westelijke provincies wankel was, werd de macht van Anthemius over Italië bedreigd door interne oppositie. Dit gaf Ricimer de gelegenheid zijn politieke ambities als man achter de troon opnieuw gestalte te geven. Ricimer keerde zich tegen de keizer door deze in Rome te belegeren. Deze wist niets beter te doen dan de standbeelden in de stad te ontdoen van alle koper om het uit Germanen bestaande huurleger van Ricimer mee af te kopen. Het volk kwam in opstand en Anthemius moest vluchten. Het verhaal gaat dat hij als bedelaar de stad probeerde te ontkomen maar ontdekt werd, en door Gundobad, de latere koning van de Bourgondiërs, onthoofd werd.
Anthemius en Euphemia hadden drie zoons, Flavius Marcianus (was getrouwd met Leontia dochter van Leo I), Procopius Anthemius en Romulus, die later nog zouden proberen keizer Zeno van de troon te stoten.